# Marie Puttnerová
Marie Puttnerová (* 17. června 1986 Brno) je česká zpěvačka a písničkářka. Je členkou skupiny Jablkoň, v letech 2008–2012 působila ve skupině Cymbelín, spolupracovala i na dalších hudebních projektech a má též sólovou kariéru. Vystudovala finance a evropská studia, v roce 2020 absolvovala v oboru jazz VOŠ Konzervatoře Jaroslava Ježka.
Působila ve Vojenském uměleckém souboru Ondráš.
V roce 2013 se stala členkou skupiny Jablkoň, ale účastnila se i nahrávání některých starších alb skupiny jakožto členka dívčího sboru Skřivánek ze Židlochovic. S Jablkoní vydala tři řadová alba, v rámci Jablkoně s frontmanem skupiny Michalem Němcem utvořila začátkem roku 2014 také duo Půljablkoň, které vydalo dvě alba. Spolupracuje s Kittchenem v projektu Zvíře jménem Podzim či na albu Akt.

## Diskografie

### Sólová alba
- Laila tov, 2023
- Zelená oblaka, růžové stromy, 2024 – album s písničkami Zuzany Navarové

### Singly a videoklipy
- Píseň o domově, 2023
- Pozdrav, 2023

### Jablkoň
- Sentimentální Němec, 2013
- Michal Němec a Marie Puttnerová: Půljablkoň, 2014
- Vykolejená, 2016
- Dýchánek, 2017
- Půljablkoň: Světelné léto, 2018

### Další projekty
- Tomáš Šenkyřík a Tomáš Vtípil: I vši, 2014
- Zvíře jménem Podzim: Zvíře jménem Podzim, 2017
- Kittchen: Akt, 2017 – jedna skladba na albu coververzí
- Cermaque: Teorie dospělosti, 2018
- Petr Linhart: Nezvěstní, 2020 – zpěv ve třech skladbách
- Tomáš Suchý: Záchytný bod, 2021 – zpěv ve dvou skladbách
- Mirek Kemel: Vlčí stopy, 2021 – zpěv ve 4 skladbách